# シャペロン
シャペロン（英: chaperone）とは、他のタンパク質分子が正しい折りたたみ（フォールディング）をして機能を獲得するのを助けるタンパク質の総称である。分子シャペロン（英: molecular chaperone）、タンパク質シャペロンともいう。
シャペロンとは元来、西洋の貴族社会において、若い女性が社交界にデビューする際に付き添う年上の女性を意味し、タンパク質が正常な構造・機能を獲得するのをデビューになぞらえた命名である。

## 機能
シャペロンとは、折りたたまれていない（変性状態の）タンパク質に結合し、それが適切に折りたたまれた状態（天然状態）になるのを助けるタンパク質の総称である。折りたたみ （フォールディング）はタンパク質が適切な構造と正常な機能を獲得するプロセスである。シャペロンはフォールディング完了後には基質との結合を解いて遊離し、フォールディング後の基質の一部とはならない。また、シャペロンの構造は反応前後で変化しないし、フォールディング後の構造を指定しない。天然体の構造は基質のアミノ酸配列によって行われ、シャペロンはあくまでネイティブ構造の形成がなされやすい環境、または機会を提供するだけである。
シャペロンの機能はフォールディングの補助だけではない。タンパク質の品質管理（複合体形成、輸送、リフォールデング、脱凝集）も担っている。
これらの機能は生命活動において必須事項であるため、シャペロンは必要不可欠な存在である。分子シャペロンの異常は、細胞の恒常性維持に関わるタンパク質の機能不全を引き起こす。具体的には、代謝系の異常、腫瘍の進行、神経変性疾患、心血管障害などの病気の進行の要因となると考えられている。また、別の見方をすれば、細胞内に存在する個々のタンパク質のコンホメーション、結合相互作用、局在 および濃度の制御（タンパク質恒常性）が適正化かつ維持されるためにシャペロンは必須の要素である。
大部分のシャペロンは正常に機能するためにATPのエネルギーを要するが、シャペロンには様々なものがあり、詳細な機能については不明の部分が多い。

### 熱ショック対応
多くのシャペロンは熱ショックタンパク質（HSP）であり、温度の上昇による損傷を抑制するための熱ショック応答を担う。つまり、タンパク質のフォールディングが熱によって変性した場合に、そのタンパク質の折りたたみを適切になるよう制御する。熱ショックタンパク質としてのシャペロンは例えばSmall HSPs、HSP40、HSP60、HSP70、HSP90、HSP100などである。

### 低温ショック応答
低温ショック応答を担うRNA結合性シャペロンの一群を低温ショックタンパク質（Csp）（RNAシャペロン）と呼ぶ。Cspは、RNA上に生じた余分な二次構造を一本鎖状にほどき、遺伝子発現とタンパク質合成を可能にする。Cspには低温応答性のものと非低温応答性のものがある。大腸菌の場合、Csp遺伝子は9種類あるが、そのうち4つが低温応答性である。

### 新生タンパク質のフォールディング
リボソームで合成された新生ポリペプチド鎖は、多くの場合シャペロンの介添をうけてフォールディングする。
シャペロンが必要とされる理由は、作られたばかりのポリペプチド鎖では疎水性のアミノ酸残基が露出しており、水分子から逃れるために最初に遭遇した他の疎水性残基と結合しようとするためである（天然体では疎水性残基は内部にあり、周囲の水分子から隔離されている）。
生体細胞内は非常にタンパク質濃度が高いため最も近くの疎水性領域と手当たり次第に結合してしまうと間違ったフォールディングを導く。これを防ぐのが（新生ポリペプチド鎖に対する）シャペロンの働きである。
なお、フォールディングに失敗したタンパク質は凝集する傾向があり、細胞にとって非常に有害である（例としては牛海綿状脳症の原因であるプリオンタンパク質や、アルツハイマー病の原因となるβアミロイドタンパク質など）。
シャペロンは、正しい結合相手が現れるまで新生ポリペプチドの疎水性部分を水分子から隠す働きを持つ。通常のシャペロンは、内部が疎水性領域となっているポケットを持ち、ここに基質を隔離する。基質の疎水性領域はポケット内の疎水性領域と相互作用し、不適切な結合は抑制される。
大腸菌の場合、トリガー因子と呼ばれる特殊なシャペロンを持つ。古細菌と真核生物には同様のシャペロンは存在しない。トリガー因子が通常のシャペロンと異なる点は、リボソームの大サブユニットと結合することである。こうして、新たに合成されてリボソームから出てくるタンパク質は直ちにポケット内へと誘導される。2004年にNenad Banは大腸菌のトリガー因子と古細菌のリボソームサブユニットとの複合体の結晶化に成功した。複合体中のトリガー因子はその独特の形状から「うずくまった竜（臥竜）」と呼ばれる。臥竜にはそれぞれ頭、背中、腕、尾と喩えられる領域がある。大腸菌には予備のシャペロンとしてDnaKが存在し、トリガー因子は生存に必須ではない。

### ヒストンシャペロン
ヒストンシャペロンとは、ヒストンを裸のDNAに結合させてヌクレオソームを形成させるタンパク質である。このタンパク質の役割は、転写の際に一時的にクロマチン上からヒストンが取り除かれて不安定化したヌクレオソームを元通りにすることである。この不安定化は、RNAポリメラーゼがヌクレオソーム内部の転写領域に接触して転写を行うために実行されていると考えられている。ヒストンシャペロンとして、クロマチン転写促進因子（FACT）が知られている。

## 真正細菌におけるシャペロン

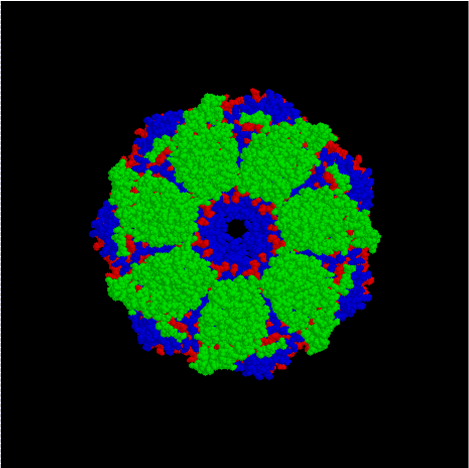
真正細菌のシャペロン複合体モデルであるGroES/GroELシャペロン

真正細菌で機能するシャペロンにGroEL（グループI型シャペロニン）がある。このシャペロンはコシャペロン（シャペロン補助因子）GroESの共存によって正常に機能することができる。GroELとGroESはシャペロニンとコシャペロニンと呼ばれることもある（シャペロンとして最初に明らかにされたためこう命名された）。
一方、古細菌にはシャペロニンに相当するものとしてHSp60（グループII型シャペロニン）が存在するが、GroESに相当する補助因子を必要とせず、GimCという因子が補助的に働くという報告がある。真核生物では細胞本体に古細菌と相同のシャペロニンを持ち、オルガネラに真正細菌と相同のシャペロニン（GroELに相当、GroESもある）を持つ。この他、GroEとHsp40を補助因子として必要とするHsp70というシャペロンが全ドメインから見つかっている、
GroEL/GroESシャペロンは以下のように機能する。まず樽のような構造をなしているGroEL/GroES 複合体がその中へ、露出した一連の疎水性アミノ酸部分を取り込む。この初期段階ではシャペロン複合体の内部は疎水性が高い。タンパク質分子（または一部のドメイン）がこのカプセルの中で正常にフォールディングすると、内部は親水性に変化し、これによってフォールディングしたドメインはシャペロン外の水中に放出される。このサイクルは何度も繰り返されるが、疎水性・親水性変化にはGroEL/GroESのコンフォメーションの変化が必要で、ATPの加水分解によりそのエネルギーが供給される。

## 分子内シャペロン
分子内シャペロンとは、標的タンパク質の内部に存在し、標的タンパク質の正しいフォールディングを導き、かつ、フォールディング後にプロテアーゼによって切除される部分的アミノ酸配列である。このため、成熟タンパク質分子には存在しない。上記で紹介したような、標的タンパク質とは別の独立したタンパク質である一般的なシャペロンとは異なる。 枯草菌のプロテアーゼであるスブチリシンに含まれるものがよく知られる。

## 歴史
分子シャペロンという用語が科学分野で最初に登場したのは1978年のLaskeyらの論文であるといわれている。この論文の中では、ヒストンとDNAの間に生じる不正確なイオン性の相互作用を阻止する働きを持つタンパク質を指す言葉として紹介されていた。このタンパク質は、現在では分子シャペロンの一つとしてヌクレオプラスミンと名づけられている。分子シャペロンという単語が、現在のように、ヌクレオプラスミンだけではないより広範なタンパク質群を指す言葉となるのは、更なる歳月を必要とした。
その理由として、1950年代から1970年代まで、タンパク質のフォールディングは分子シャペロンのような外的因子なしで成立することが一般的であるとされていた点が挙げられる。すなわち、タンパク質のフォールディングはそのアミノ酸配列のみに依存すると考えられていた(アンフィンセンのドグマ)。アンフィンセンのドグマは、リボヌクレアーゼのリフォールデング実験に基づいてアンフィンセンらにより発表された。また、同時期に別の研究グループが、核酸とタンパク質（タバコモザイクウイルスや原核生物のリボソーム)を試験管内で混合した結果、それらが自発的に会合して元の構造と機能を再生することを報告した。一方で、バクテリオファージのカプシドタンパク質の会合には分子シャペロンのGroELが必要であることは知られていたが、一部の例外程度にしか考えられていなかった。
1980年代に入ると、分子シャペロンの重要性を示唆する研究結果が現れ始めた。その中で重要なものは2つある。第一に、HSP70やHSP90といったヒートショックタンパク質が発見され、しかも、ヌクレオプラスミン様の働きがあることが予想されるようになった。特に、HSP70においては、基質間の不適切な相互作用を最小限に抑える働きや、基質のフォールディング、アンフォールディング、会合、脱会合を助ける働きが示唆された。第二に、植物生化学者のエリス（R. John Ellis）が、後に分子シャペロンと同定されることになる、リブロース1,5-ビスリン酸カルボキシラーゼ/オキシゲナーゼ(ルビスコ)サブユニットを基質とするタンパク質を発見した。こと頃のエリスの発見は具体的には、新規に合成されたサブユニットに結合するオリゴマータンパク質が存在すること、このオリゴマータンパク質の結合はサブユニットがホロ酵素に組み込まれるまでの一時的なものであることであった。これらの発見からエリスは、自発的な会合の例外としかみなされていなかった会合補助タンパク質が広範な生物に存在すること、ポリペプチド鎖の会合はそのタンパク質の補助によって適切に制御されていることを考え始めた。
1987年に入り、分子シャペロンという単語は現在とほぼ同じ定義をされることになった。エリスは、ヌクレオプラスミンの機能を説明するための分子シャペロンという用語を、ヌクレオプラスミンと同じような機能を持つタンパク質全般として使用するよう提案したのだ。コペンハーゲンのカールスバーグ研究所で開催されたNATO Advanced Study Institute Plant Molecular Biologyでのことであった。このとき、エリスが発表した定義は(1)基質となるポリペプチド鎖のフォールディングとオリゴマー構造への会合が正しく進むように介添えする；(2)基質の最終構造の一部にならないし、基質の立体構造の指定もしない、であった。
この発表の翌年、エリスはGroELのファミリーが生物一般に広く存在すると考え、このファミリーの分子シャペロンをシャペロニンと呼ぶことを発表した。というのも、エリスはHemmingsenらとともに植物のルビスコサブユニットに結合するオリゴマータンパク質が大腸菌のGroELと相同であること同定していた。また、同時期にMcMullinらによって、GroEL抗体に交差する分子量58,000-64,000のタンパク質が酵母、カエル、トウモロコシ、ヒトのミトコンドリアに共通して存在することが明らかにされていた。